# Богоњо
Богоњо (итал. Bogogno) је насеље у Италији у округу Новара, региону Пијемонт.
Према процени из 2011. у насељу је живело 978 становника. Насеље се налази на надморској висини од 283 м.

## Становништво
| 1931. | 1936. | 1951. | 1961. | 1971. | 1981. | 1991. | 2001. | 2011. |
| ----- | ----- | ----- | ----- | ----- | ----- | ----- | ----- | ----- |
| 1.759 | 1.560 | 1.487 | 1.333 | 1.200 | 1.139 | 1.122 | 1.159 | 1.325 |